# Zvonimir Ciglič
Zvonimir Ciglic (født 20. februar 1921 i Ljubljana, Slovenien, død 21. januar 2006) var en slovensk komponist, dirigent, og lærer.
Ciglic studerede komposition og direktion på Musikkonservatoriet i Ljubljana hos Lucijan Skerjanc og Danilo Svara.
Efter en tid som dirigent i det daværende Jugoslavien, studerede han direktion videre i Salzburg, hos Lovro von Matacic.
Ciglic har skrevet fire symfonier, orkesterværker, kammermusik, vokalmusik etc.
Han underviste som lærer i på forskellige skoler i Ljubljana, og var assistent dirigent hos Lamoureux Symfoniorkester.

## Udvalgte værker
- Symfoni nr. 1 "Sinfonia Appassionata" (1948) - for orkester
- Symfoni nr. 2 "Simfonia Ecstatica" (1952) - for orkester
- Symfoni nr. 3 "Števerjanska Symfoni" (1956) - for orkester
- Symfoni nr. 4 "Dødens Symfoni" (1970) - for kor og orkester